# Rustam Temirgalíev
Rustam Ilmirovich Temirgaliev (en ruso: Рустам Ильмирович Темиргалиев, en ucraniano: Рустам Ільмирович Темиргалієв, en tártaro: Рөстәм Ильмир улы Темиргалиев; nacido el 19 de noviembre de 1956 en Ulán-Udé, en la RSS de Rusia de la Unión Soviética) es un político ruso, y actual primer ministro adjunto de la República de Crimea.

## Biografía
Nació en la capital de Buriatia en la Rusia Soviética. Su padre fue trasladado a Crimea en 1983, después de terminar su servicio militar en el Grupo de Fuerzas Soviéticas en Alemania. En Crimea, Rustam Temirgalíev terminó la escuela secundaria en el pueblo de Perevalne. En 1998 Temirgalíev se graduó de la Universidad Nacional de Economía de Kiev. Luego, trabajó como profesor de política económica en el Instituto de Economía y Derecho Administrativo de Crimea. Entre 2002 y 2003 trabajó para la Compañía Estatal de Innovación. Hasta 2005 fue miembro del gobierno republicano de Crimea y también fue vicepresidente de la Comisión de Asuntos de la Familia y la Juventud.
Entre 2005 y 2009 Temirgalíev continuó su educación en la Academia Nacional de la Administración del Estado. En 2010 fue elegido miembro del Consejo Supremo de Crimea en una lista del Partido de las Regiones.
Temirgalíev es un tártaro del Volga y su padre ha sido presidente de la Asociación de los tártaros del Volga en Crimea y Ucrania. De acuerdo con algunas fuentes, Rustam Temirgalíev es un agente del Departamento Central de Inteligencia ruso.
Por su participación en la crisis de Crimea de 2014, fue incluido en la lista de sancionados por la Unión Europea el 17 de marzo. Anteriormente en febrero había sido nombrado vicepresidente del Consejo de Ministros de la República Autónoma de Crimea.
El 2 de abril de 2014 fue declarado en búsqueda por el Servicio de Seguridad de Ucrania acusado de «cambiar o derrocar por la fuerza el régimen constitucional o hacerse con el poder».
En cuanto a su vida personal, está casado y tiene dos hijos.